# Mixed zone
Mixed zone (den blandede zone) er et område på et stadion eller sportsarena hvor journalister og atleter kan mødes direkte efter en kamp eller begivenhed, for at stille spørgsmål og give korte interviews. Ofte er spillere og atleter tvunget til at gå igennem området.